# Pherotesia minuisca
Pherotesia minuisca là một loài bướm đêm trong họ Geometridae.